# Lacinipolia innexa
Lacinipolia innexa är en fjärilsart som beskrevs av Augustus Radcliffe Grote 1874. Lacinipolia innexa ingår i släktet Lacinipolia och familjen nattflyn. Inga underarter finns listade i Catalogue of Life.